# Astragalus excelsior
Astragalus excelsior es una especie de planta del género Astragalus, de la familia de las leguminosas, orden Fabales.

## Distribución
Astragalus excelsior es una especie nativa de Kirguistán.

## Taxonomía
Fue descrita científicamente por Popov. Fue publicado en  Botanicheskie Materialy Gerbariya Botanicheskogo Instituta Imeni V. L. Komarova Akademii Nauk S S S R. 10: 22 (1947).